# 도쿄 X
도쿄 X(Tokyo-X)는 고품질의 돼지고기 생산을 위해 사육되는 일본의 돼지종이다. 지방의 감칠맛이 특징이다.
도쿄 X의 사육 노력은 1990년 4월 도쿄도 가축 실험소에 의해 듀록돼지(미국), 버크셔돼지(영국), 베이징흑돼지(중국)종의 혈통을 결합함으로써 시작되었다. 5세대의 양육과 선별이 1997년 끝이 났으며 이때 시장에 출하되었다.
도쿄 X는 일본의 텔레비전 방송 프로그램 요리의 철인에도 장식되었으며 요리사들은 자신들의 요리 각각의 한 재료로서 도쿄 X를 사용해야 했다.